# Kapan
Kapan (tiếng Armenia: Կապան) là một thị trấn ở đông nam Armenia và là thủ phủ của tỉnh Syunik. Nó nằm ở sườn bắc núi Khustup, tại thung lũng sông Voghji. Theo thống kê 2011, dân số Kapan là 43.190 người, hơi giảm so với 45.711 trong thống kê 2001. Kapan là thị trấn lớn nhất tỉnh cũng như của toàn Armenia.
Thị trấn mang tên Ghapan (tiếng Armenia: Ղափան) trong thời kỳ Xô Viết.

## Từ nguyên
Từ Kapan bắt nguồn từ động từ kapel/gabel (կապել), nghĩa là "khóa", do nơi đây tọa lạc ở thung lũng với những dãy núi băng cắt nhau xung quanh.

## Khí hậu
Kapan có khí hậu bán khô hạn (phân loại khí hậu Köppen BSk) với mùa hè nóng bức và mùa đông lạnh giá.
| Dữ liệu khí hậu của Kapan               | Dữ liệu khí hậu của Kapan | Dữ liệu khí hậu của Kapan | Dữ liệu khí hậu của Kapan | Dữ liệu khí hậu của Kapan | Dữ liệu khí hậu của Kapan | Dữ liệu khí hậu của Kapan | Dữ liệu khí hậu của Kapan | Dữ liệu khí hậu của Kapan | Dữ liệu khí hậu của Kapan | Dữ liệu khí hậu của Kapan | Dữ liệu khí hậu của Kapan | Dữ liệu khí hậu của Kapan | Dữ liệu khí hậu của Kapan |
| Tháng                                   | 1                         | 2                         | 3                         | 4                         | 5                         | 6                         | 7                         | 8                         | 9                         | 10                        | 11                        | 12                        | Năm                       |
| --------------------------------------- | ------------------------- | ------------------------- | ------------------------- | ------------------------- | ------------------------- | ------------------------- | ------------------------- | ------------------------- | ------------------------- | ------------------------- | ------------------------- | ------------------------- | ------------------------- |
| Trung bình ngày tối đa °C (°F)          | 4.1 (39.4)                | 5.8 (42.4)                | 11.0 (51.8)               | 17.8 (64.0)               | 22.3 (72.1)               | 27.1 (80.8)               | 30.4 (86.7)               | 30.6 (87.1)               | 26.0 (78.8)               | 19.5 (67.1)               | 12.0 (53.6)               | 6.5 (43.7)                | 17.8 (64.0)               |
| Trung bình ngày °C (°F)                 | 0.2 (32.4)                | 1.7 (35.1)                | 6.2 (43.2)                | 12.4 (54.3)               | 16.8 (62.2)               | 21.1 (70.0)               | 24.6 (76.3)               | 24.1 (75.4)               | 20.0 (68.0)               | 14.0 (57.2)               | 7.6 (45.7)                | 2.7 (36.9)                | 12.6 (54.7)               |
| Tối thiểu trung bình ngày °C (°F)       | −3.6 (25.5)               | −2.4 (27.7)               | 1.5 (34.7)                | 7.0 (44.6)                | 11.4 (52.5)               | 15.2 (59.4)               | 18.8 (65.8)               | 17.6 (63.7)               | 14.0 (57.2)               | 8.6 (47.5)                | 3.3 (37.9)                | −1.1 (30.0)               | 7.5 (45.5)                |
| Lượng Giáng thủy trung bình mm (inches) | 21 (0.8)                  | 25 (1.0)                  | 38 (1.5)                  | 51 (2.0)                  | 68 (2.7)                  | 44 (1.7)                  | 17 (0.7)                  | 18 (0.7)                  | 22 (0.9)                  | 34 (1.3)                  | 30 (1.2)                  | 21 (0.8)                  | 389 (15.3)                |
| Nguồn: Climate-Data.org                 |                           |                           |                           |                           |                           |                           |                           |                           |                           |                           |                           |                           |                           |

## Thành phố kết nghĩa
- Glendale, Hoa Kỳ[5]
- Barysaw, Belarus